# Roger Guilhem
Pour les articles homonymes, voir Guilhem.
Pas d'image ? Cliquez ici

a Compétitions nationales et continentales officielles uniquement.

b Matchs officiels uniquement.
Roger Guilhem, né le 17 décembre 1924 à Carcassonne et mort le 10 mai 2009 dans la même ville, , est un joueur de rugby à XV et international français de rugby à XIII, évoluant au poste de troisième ligne, de demi de mêlée ou de demi d'ouverture dans les années 1940 et 1950.
Enfant de Carcassonne, il intègre le club de l'A.S. Carcassonne dans ses sections jeunes. Le rugby à XIII étant interdit durant la Seconde Guerre mondiale, le club est contraint d'évoluer en rugby à XV, permettant à Roger Guilhem de remporter la Coupe Frantz-Reichel avec Édouard Ponsinet. Le club audois regagne le rugby à XIII à la Libération et y devient l'un des clubs phares de l'après-guerre. R. Guilhem prend la succession de François Labazuy au sein du club au poste de demi et se constitue l'un des plus grands palmarès français avec le gain de quatre titres de Championnat de France en 1946, 1950, 1952 et 1953, et de quatre titre de Coupe de France en 1946, 1947, 1951 et 1952, aux côtés de Puig-Aubert, Louis Mazon, Germain Calbète, E. Ponsinet ou encore Gilbert Benausse.
Demi référence du Championnat de France, capable de jouer en troisième ligne avec autant de succès, il compte également 9 sélections avec l'équipe de France, prenant part aux titres de la Coupe d'Europe des nations en 1949 et 1952, et à la finale de la Coupe du monde en 1954.

## Biographie
En 1944, il remporte le titre de champion de France junior de XV avec l'ASC. 
Roger Guilhem, alors évoluant à Carcassonne, est appelé à disputer la première édition de la Coupe du monde de rugby à XIII de 1954 qui se déroule en France. Il ne participe qu'à une rencontre de la compétition et assiste à la finale contre l'Angleterre le 13 novembre 1954 au Parc des Princes à Paris, cette dernière soulève leur premier titre de Coupe du monde.

## Palmarès
- Collectif :
  - Vainqueur de la Coupe d'Europe des nations : 1949 et 1952 (France).
  - Vainqueur du Championnat de France : 1946, 1950, 1952 et 1953 (Carcassonne).
  - Vainqueur de la Coupe de France : 1946, 1947, 1951 et 1952 (Carcassonne).
  - Finaliste de la Coupe du monde : 1954 (France).
  - Finaliste du Championnat de France : 1947, 1948, 1949, 1955 et 1956 (Carcassonne).
  - Finaliste de la Coupe de France : 1945, 1948 et 1949 (Carcassonne).

### Détails en sélection
| Matchs internationaux de Roger Guilhem | Matchs internationaux de Roger Guilhem | Matchs internationaux de Roger Guilhem | Matchs internationaux de Roger Guilhem | Matchs internationaux de Roger Guilhem | Matchs internationaux de Roger Guilhem | Matchs internationaux de Roger Guilhem | Matchs internationaux de Roger Guilhem | Matchs internationaux de Roger Guilhem | Matchs internationaux de Roger Guilhem | Matchs internationaux de Roger Guilhem | Matchs internationaux de Roger Guilhem |
|                                        | Date                                   | Adversaire                             | Résultat                               | Compétition                            | Poste                                  | Points                                 | Essais                                 | Pen.                                   | Drops                                  |                                        |                                        |
| -------------------------------------- | -------------------------------------- | -------------------------------------- | -------------------------------------- | -------------------------------------- | -------------------------------------- | -------------------------------------- | -------------------------------------- | -------------------------------------- | -------------------------------------- | -------------------------------------- | -------------------------------------- |
| sous les couleurs de la France         |                                        |                                        |                                        |                                        |                                        |                                        |                                        |                                        |                                        |                                        |                                        |
| 1.                                     | 10 avril 1949                          | Pays de Galles                         | 11-0                                   | Coupe d'Europe                         | Demi de mêlée                          | -                                      | -                                      | -                                      | -                                      |                                        |                                        |
| 2.                                     | 25 novembre 1951                       | Angleterre                             | 42-13                                  | Coupe d'Europe                         | Troisième ligne                        | 3                                      | 1                                      | -                                      | -                                      |                                        |                                        |
| 3.                                     | 23 décembre 1951                       | Nouvelle-Zélande                       | 8-3                                    | Test-match                             | Troisième ligne                        | -                                      | -                                      | -                                      | -                                      |                                        |                                        |
| 4.                                     | 30 décembre 1951                       | Nouvelle-Zélande                       | 17-7                                   | Test-match                             | Troisième ligne                        | -                                      | -                                      | -                                      | -                                      |                                        |                                        |
| 5.                                     | 6 avril 1952                           | Pays de Galles                         | 20-12                                  | Coupe d'Europe                         | Demi de mêlée                          | -                                      | -                                      | -                                      | -                                      |                                        |                                        |
| 6.                                     | 18 octobre 1953                        | Autres Nationalités                    | 10-15                                  | Coupe d'Europe                         | Troisième ligne                        | -                                      | -                                      | -                                      | -                                      |                                        |                                        |
| 7.                                     | 7 novembre 1953                        | Angleterre                             | 5-7                                    | Coupe d'Europe                         | Demi de mêlée                          | -                                      | -                                      | -                                      | -                                      |                                        |                                        |
| 8.                                     | 9 janvier 1954                         | États-Unis                             | 31-0                                   | Test-match                             | Troisième ligne                        | -                                      | -                                      | -                                      | -                                      |                                        |                                        |
| 9.                                     | 7 novembre 1954                        | Grande-Bretagne                        | 13-13                                  | Coupe du monde                         | Troisième ligne                        | -                                      | -                                      | -                                      | -                                      |                                        |                                        |

### Détails en club
| Saison  | Saison         | Championnat           | Championnat | Coupe           | Coupe      | Sélection | Sélection | Sélection | Sélection | Sélection | Sélection | Sélection |
| Saison  | Saison         | Comp.                 | Class.      | Comp.           | Class.     | Comp.     | M         | Pts       | Ess.      | Buts      | Dp.       |           |
| ------- | -------------- | --------------------- | ----------- | --------------- | ---------- | --------- | --------- | --------- | --------- | --------- | --------- | --------- |
| 1945-46 | AS Carcassonne | Championnat de France | Champion    | Coupe de France | Vainqueur  |           |           |           |           |           |           |           |
| 1946-47 | AS Carcassonne | Championnat de France | Finaliste   | Coupe de France | Vainqueur  |           |           |           |           |           |           |           |
| 1947-48 | AS Carcassonne | Championnat de France | Finaliste   | Coupe de France | Finaliste  |           |           |           |           |           |           |           |
| 1948-49 | AS Carcassonne | Championnat de France | Finaliste   | Coupe de France | Finaliste  | CE        | 1         | -         | -         | -         | -         |           |
| 1949-50 | AS Carcassonne | Championnat de France | Champion    | Coupe de France | 1/8 finale |           |           |           |           |           |           |           |
| 1950-51 | AS Carcassonne | Championnat de France | 1/2 finale  | Coupe de France | Vainqueur  |           |           |           |           |           |           |           |
| 1951-52 | AS Carcassonne | Championnat de France | Champion    | Coupe de France | Vainqueur  | CE        | 4         | 3         | 1         | -         | -         |           |
| 1952-53 | AS Carcassonne | Championnat de France | Champion    | Coupe de France | 1/4 finale |           |           |           |           |           |           |           |
| 1953-54 | AS Carcassonne | Championnat de France | 7e          | Coupe de France | 1/4 finale | CE        | 3         | -         | -         | -         | -         |           |
| 1954-55 | AS Carcassonne | Championnat de France | Finaliste   | Coupe de France | 1/8 finale | CM        | 1         | -         | -         | -         | -         |           |
| 1955-56 | AS Carcassonne | Championnat de France | Finaliste   | Coupe de France | 1/4 finale |           |           |           |           |           |           |           |
| 1956-57 | AS Carcassonne | Championnat de France | 1/2 finale  | Coupe de France | 1/4 finale |           |           |           |           |           |           |           |